# Microcalcarifera arcuata
Microcalcarifera arcuata är en fjärilsart som beskrevs av Swinhoe 1902. Microcalcarifera arcuata ingår i släktet Microcalcarifera och familjen mätare. Inga underarter finns listade i Catalogue of Life.